# Faptul juridic
În drept, faptul juridic este reprezentat de realitatea din natură sau din realitatea socială care provoacă efecte asupra raporturilor juridice. Asemenea realități pot determina nașterea, modificarea sau stingerea raporturilor juridice deja existente, motiv pentru care pot fi considerate izvoare ale acestora. Acestea de obicei diferă prin perspectiva avută asupra voinței juridice.

## Cauze
Există două tipuri de realități care pot duce la modificarea unui raport juridic: acțiunile și evenimentele. 
Evenimentele fac referire la împrejurări care se produc independent de voința umană. De exemplu, un cutremur poate produce efecte juridice de stingere (uciderea unor persoane și, prin urmare, stingerea rapoartelor juridice inter vivos la care acestea participau), dar și de naștere (de exemplu, între un păgubit și o firmă de asigurări).